# Слобідська сільська рада (Миргородський район)
Слобідська сільська рада — колишній орган місцевого самоврядування у Миргородському районі Полтавської області з центром у c. Слобідка.

## Населені пункти
Сільраді були підпорядковані населені пункти:
- c. Слобідка
- с. Мальці
- с. Носенки
- с. Осове